# Vòng loại Giải vô địch bóng đá thế giới 1994 – Khu vực châu Âu
Có tổng cộng 39 đội tuyển quốc gia là thành viên của UEFA tham dự vòng loại giải vô địch bóng đá thế giới 1994. Tuy nhiên, Liechtenstein rút lui trước khi lễ bốc thăm diễn ra. CIS, sau đó là Nga thay thế Liên Xô sau khi Liên Xô tan rã trong khi FIFA cấm Nam Tư tham dự do các lệnh trừng phạt của Liên Hợp Quốc bắt nguồn từ chiến tranh Nam Tư. Khu vực châu Âu được phân bổ 13 trong 24 suất ở vòng chung kết. Đức, đương kim vô địch, tự động vượt qua vòng loại, để lại 12 suất cho 37 đội tuyển cạnh tranh.
37 đội được chia thành 6 bảng, 5 bảng 6 đội và 1 bảng 7 đội (sau đó bảng 5 chỉ còn 5 đội do Nam Tư bị cấm). Các đội thi đấu theo thể thức sân nhà - sân khách với đội đứng nhất và đứng nhì mỗi bảng vượt qua vòng loại.
San Marino và Quần đảo Faroe lần đầu tham dự vòng loại giải vô địch bóng đá thế giới, và Israel chuyển sang UEFA sau khi thi đấu ở khu vực châu Đại Dương cho vòng loại 1986 và 1990. trong khi Estonia, Litva và Latvia tham dự trở lại sau khi là một phần của Liên Xô từ năm 1958 đến năm 1990.

## Hạt giống
Lễ bốc thăm được tổ chức vào ngày 8 tháng 12 năm 1991. Đội tuyển quốc gia vượt qua vòng loại được in đậm.
| Nhóm 1      |
| ----------- |
| Ý           |
| Anh         |
| Tây Ban Nha |
| Bỉ          |
| Liên Xô     |
| Pháp        |

| Nhóm 2           |
| ---------------- |
| Nam Tư           |
| Tiệp Khắc        |
| Hà Lan           |
| Scotland         |
| Áo               |
| Cộng hòa Ireland |

| Nhóm 3     |
| ---------- |
| România    |
| Đan Mạch   |
| Ba Lan     |
| Hungary    |
| Bồ Đào Nha |
| Thụy Điển  |

| Nhóm 4      |
| ----------- |
| Bắc Ireland |
| Bulgaria    |
| Thụy Sĩ     |
| Na Uy       |
| Hy Lạp      |
| Wales       |

| Nhóm 5     |
| ---------- |
| Thổ Nhĩ Kỳ |
| Iceland    |
| Phần Lan   |
| Albania    |
| Malta      |
| Síp        |

| Nhóm 6         |
| -------------- |
| Luxembourg     |
| San Marino     |
| Quần đảo Faroe |
| Israel         |
| Estonia        |
| Latvia         |
| Litva          |

### Kết quả
| Bảng 1                                    | Bảng 2                                   | Bảng 3                                              | Bảng 4                                     | Bảng 5                           | Bảng 6                          |
| ----------------------------------------- | ---------------------------------------- | --------------------------------------------------- | ------------------------------------------ | -------------------------------- | ------------------------------- |
| · Ý · Thụy Sĩ                             | · Na Uy · Hà Lan                         | · Tây Ban Nha · Cộng hòa Ireland                    | · România · Bỉ                             | · Hy Lạp · Nga                   | · Thụy Điển · Bulgaria          |
| · Bồ Đào Nha · Scotland · Malta · Estonia | · Anh · Ba Lan · Thổ Nhĩ Kỳ · San Marino | · Đan Mạch · Bắc Ireland · Litva · Latvia · Albania | · Tiệp Khắc · Wales · Síp · Quần đảo Faroe | · Iceland · Hungary · Luxembourg | · Pháp · Áo · Phần Lan · Israel |

## Bảng 1
| Đội        | ST | T | H | B | BT | BB | HS  | Đ  | Giành quyền tham dự                                    |     |     |     |     |     |     |     |
| ---------- | -- | - | - | - | -- | -- | --- | -- | ------------------------------------------------------ | --- | --- | --- | --- | --- | --- | --- |
| Ý          | 10 | 7 | 2 | 1 | 22 | 7  | +15 | 16 | Giành quyền tham dự Giải vô địch bóng đá thế giới 1994 |     | —   | 2–2 | 1–0 | 3–1 | 6–1 | 2–0 |
| Thụy Sĩ    | 10 | 6 | 3 | 1 | 23 | 6  | +17 | 15 | Giành quyền tham dự Giải vô địch bóng đá thế giới 1994 |     | 1–0 | —   | 1–1 | 3–1 | 3–0 | 4–0 |
| Bồ Đào Nha | 10 | 6 | 2 | 2 | 18 | 5  | +13 | 14 |                                                        |     | 1–3 | 1–0 | —   | 5–0 | 4–0 | 3–0 |
| Scotland   | 10 | 4 | 3 | 3 | 14 | 13 | +1  | 11 |                                                        | 0–0 | 1–1 | 0–0 | —   | 3–0 | 3–1 |     |
| Malta      | 10 | 1 | 1 | 8 | 3  | 23 | −20 | 3  |                                                        | 1–2 | 0–2 | 0–1 | 0–2 | —   | 0–0 |     |
| Estonia    | 10 | 0 | 1 | 9 | 1  | 27 | −26 | 1  |                                                        | 0–3 | 0–6 | 0–2 | 0–3 | 0–1 | —   |     |

## Bảng 2
| VT | Đội        | ST | T | H | B | BT | BB | HS  | Đ  | Giành quyền tham dự                                    |     |     |     |     |     |     |      |
| -- | ---------- | -- | - | - | - | -- | -- | --- | -- | ------------------------------------------------------ | --- | --- | --- | --- | --- | --- | ---- |
| 1  | Na Uy      | 10 | 7 | 2 | 1 | 25 | 5  | +20 | 16 | Giành quyền tham dự Giải vô địch bóng đá thế giới 1994 |     | —   | 2–1 | 2–0 | 1–0 | 3–1 | 10–0 |
| 2  | Hà Lan     | 10 | 6 | 3 | 1 | 29 | 9  | +20 | 15 | Giành quyền tham dự Giải vô địch bóng đá thế giới 1994 |     | 0–0 | —   | 2–0 | 2–2 | 3–1 | 6–0  |
| 3  | Anh        | 10 | 5 | 3 | 2 | 26 | 9  | +17 | 13 |                                                        |     | 1–1 | 2–2 | —   | 3–0 | 4–0 | 6–0  |
| 4  | Ba Lan     | 10 | 3 | 2 | 5 | 10 | 15 | −5  | 8  |                                                        | 0–3 | 1–3 | 1–1 | —   | 1–0 | 1–0 |      |
| 5  | Thổ Nhĩ Kỳ | 10 | 3 | 1 | 6 | 11 | 19 | −8  | 7  |                                                        | 2–1 | 1–3 | 0–2 | 2–1 | —   | 4–1 |      |
| 6  | San Marino | 10 | 0 | 1 | 9 | 2  | 46 | −44 | 1  |                                                        | 0–2 | 0–7 | 1–7 | 0–3 | 0–0 | —   |      |

## Bảng 3
| VT | Đội              | ST | T | H | B | BT | BB | HS  | Đ  | Giành quyền tham dự                                    |     |     |     |     |     |     |     |     |
| -- | ---------------- | -- | - | - | - | -- | -- | --- | -- | ------------------------------------------------------ | --- | --- | --- | --- | --- | --- | --- | --- |
| 1  | Tây Ban Nha      | 12 | 8 | 3 | 1 | 27 | 4  | +23 | 19 | Giành quyền tham dự Giải vô địch bóng đá thế giới 1994 |     | —   | 0–0 | 1–0 | 3–1 | 5–0 | 5–0 | 3–0 |
| 2  | Cộng hòa Ireland | 12 | 7 | 4 | 1 | 19 | 6  | +13 | 18 | Giành quyền tham dự Giải vô địch bóng đá thế giới 1994 |     | 1–3 | —   | 1–1 | 3–0 | 2–0 | 4–0 | 2–0 |
| 3  | Đan Mạch         | 12 | 7 | 4 | 1 | 15 | 2  | +13 | 18 |                                                        |     | 1–0 | 0–0 | —   | 1–0 | 4–0 | 2–0 | 4–0 |
| 4  | Bắc Ireland      | 12 | 5 | 3 | 4 | 14 | 13 | +1  | 13 |                                                        | 0–0 | 1–1 | 0–1 | —   | 2–2 | 2–0 | 3–0 |     |
| 5  | Litva            | 12 | 2 | 3 | 7 | 8  | 21 | −13 | 7  |                                                        | 0–2 | 0–1 | 0–0 | 0–1 | —   | 1–1 | 3–1 |     |
| 6  | Latvia           | 12 | 0 | 5 | 7 | 4  | 21 | −17 | 5  |                                                        | 0–0 | 0–2 | 0–0 | 1–2 | 1–2 | —   | 0–0 |     |
| 7  | Albania          | 12 | 1 | 2 | 9 | 6  | 26 | −20 | 4  |                                                        | 1–5 | 1–2 | 0–1 | 1–2 | 1–0 | 1–1 | —   |     |

## Bảng 4
| VT | Đội                                   | ST | T | H | B  | BT | BB | HS  | Đ  | Giành quyền tham dự                                    |     |     |     |     |     |     |     |
| -- | ------------------------------------- | -- | - | - | -- | -- | -- | --- | -- | ------------------------------------------------------ | --- | --- | --- | --- | --- | --- | --- |
| 1  | România                               | 10 | 7 | 1 | 2  | 29 | 12 | +17 | 15 | Giành quyền tham dự Giải vô địch bóng đá thế giới 1994 |     | —   | 2–1 | 1–1 | 5–1 | 2–1 | 7–0 |
| 2  | Bỉ                                    | 10 | 7 | 1 | 2  | 16 | 5  | +11 | 15 | Giành quyền tham dự Giải vô địch bóng đá thế giới 1994 |     | 1–0 | —   | 0–0 | 2–0 | 1–0 | 3–0 |
| 3  | Đại diện của Cộng hòa Séc và Slovakia | 10 | 4 | 5 | 1  | 21 | 9  | +12 | 13 |                                                        |     | 5–2 | 1–2 | —   | 1–1 | 3–0 | 4–0 |
| 4  | Wales                                 | 10 | 5 | 2 | 3  | 19 | 12 | +7  | 12 |                                                        | 1–2 | 2–0 | 2–2 | —   | 2–0 | 6–0 |     |
| 5  | Síp                                   | 10 | 2 | 1 | 7  | 8  | 18 | −10 | 5  |                                                        | 1–4 | 0–3 | 1–1 | 0–1 | —   | 3–1 |     |
| 6  | Quần đảo Faroe                        | 10 | 0 | 0 | 10 | 1  | 38 | −37 | 0  |                                                        | 0–4 | 0–3 | 0–3 | 0–3 | 0–2 | —   |     |

1. ↑  Trong vòng loại Tiệp Khắc tách ra thành Cộng hòa Séc và Slovakia. Hai quốc gia hoàn thành vòng loại dưới tên "Đại diện của Cộng hòa Séc và Slovakia".

## Bảng 5
| VT | Đội        | ST | T | H | B | BT | BB | HS  | Đ  | Giành quyền tham dự                                    |     |     |     |     |     |     |
| -- | ---------- | -- | - | - | - | -- | -- | --- | -- | ------------------------------------------------------ | --- | --- | --- | --- | --- | --- |
| 1  | Hy Lạp     | 8  | 6 | 2 | 0 | 10 | 2  | +8  | 14 | Giành quyền tham dự Giải vô địch bóng đá thế giới 1994 |     | —   | 1–0 | 1–0 | 0–0 | 2–0 |
| 2  | Nga        | 8  | 5 | 2 | 1 | 15 | 4  | +11 | 12 | Giành quyền tham dự Giải vô địch bóng đá thế giới 1994 |     | 1–1 | —   | 1–0 | 3–0 | 2–0 |
| 3  | Iceland    | 8  | 3 | 2 | 3 | 7  | 6  | +1  | 8  |                                                        |     | 0–1 | 1–1 | —   | 2–0 | 1–0 |
| 4  | Hungary    | 8  | 2 | 1 | 5 | 6  | 11 | −5  | 5  |                                                        | 0–1 | 1–3 | 1–2 | —   | 1–0 |     |
| 5  | Luxembourg | 8  | 0 | 1 | 7 | 2  | 17 | −15 | 1  |                                                        | 1–3 | 0–4 | 1–1 | 0–3 | —   |     |

## Bảng 6
| VT | Đội       | ST | T | H | B | BT | BB | HS  | Đ  | Giành quyền tham dự                                    |     |     |     |     |     |     |     |
| -- | --------- | -- | - | - | - | -- | -- | --- | -- | ------------------------------------------------------ | --- | --- | --- | --- | --- | --- | --- |
| 1  | Thụy Điển | 10 | 6 | 3 | 1 | 19 | 8  | +11 | 15 | Giành quyền tham dự Giải vô địch bóng đá thế giới 1994 |     | —   | 2–0 | 1–1 | 1–0 | 3–2 | 5–0 |
| 2  | Bulgaria  | 10 | 6 | 2 | 2 | 19 | 10 | +9  | 14 | Giành quyền tham dự Giải vô địch bóng đá thế giới 1994 |     | 1–1 | —   | 2–0 | 4–1 | 2–0 | 2–2 |
| 3  | Pháp      | 10 | 6 | 1 | 3 | 17 | 10 | +7  | 13 |                                                        |     | 2–1 | 1–2 | —   | 2–0 | 2–1 | 2–3 |
| 4  | Áo        | 10 | 3 | 2 | 5 | 15 | 16 | −1  | 8  |                                                        | 1–1 | 3–1 | 0–1 | —   | 3–0 | 5–2 |     |
| 5  | Phần Lan  | 10 | 2 | 1 | 7 | 9  | 18 | −9  | 5  |                                                        | 0–1 | 0–3 | 0–2 | 3–1 | —   | 0–0 |     |
| 6  | Israel    | 10 | 1 | 3 | 6 | 10 | 27 | −17 | 5  |                                                        | 1–3 | 0–2 | 0–4 | 1–1 | 1–3 | —   |     |

## Các đội tuyển vượt qua vòng loại
Dưới đây là 13 đội vượt qua vòng loại cho giải đấu.
| Đội              | Tư cách vượt qua vòng loại | Ngày vượt qua vòng loại | Lần tham dự trước ở Giải vô địch bóng đá thế giới1                                    |
| ---------------- | -------------------------- | ----------------------- | ------------------------------------------------------------------------------------- |
| Đức              | Đương kim vô địch          | 8 tháng 7 năm 1990      | 12 (1934, 1938, 19542, 19582, 19622, 19662, 19702, 19742, 19782, 19822, 19862, 19902) |
| Ý                | Nhất bảng 1                | 17 tháng 11 năm 1993    | 12 (1934, 1938, 1950, 1954, 1962, 1966, 1970, 1974, 1978, 1982, 1986, 1990)           |
| Thụy Sĩ          | Nhì bảng 1                 | 17 tháng 11 năm 1993    | 6 (1934, 1938, 1950, 1954, 1962, 1966)                                                |
| Na Uy            | Nhất bảng 2                | 13 tháng 10 năm 1993    | 1 (1938)                                                                              |
| Hà Lan           | Nhì bảng 2                 | 17 tháng 11 năm 1993    | 5 (1934, 1938, 1974, 1978, 1990)                                                      |
| Tây Ban Nha      | Nhất bảng 3                | 17 tháng 11 năm 1993    | 8 (1934, 1950, 1962, 1966, 1978, 1982, 1986, 1990)                                    |
| Cộng hòa Ireland | Nhì bảng 3                 | 17 tháng 11 năm 1993    | 1 (1990)                                                                              |
| România          | Nhất bảng 4                | 17 tháng 11 năm 1993    | 5 (1930, 1934, 1938, 1970, 1990)                                                      |
| Bỉ               | Nhì bảng 4                 | 17 tháng 11 năm 1993    | 8 (1930, 1934, 1938, 1954, 1970, 1982, 1986, 1990)                                    |
| Hy Lạp           | Nhất bảng 5                | 23 tháng 5 năm 1993     | 0 (lần đầu)                                                                           |
| Nga              | Nhì bảng 5                 | 2 tháng 6 năm 1993      | 7 (19583, 19623, 19663, 19703, 19823, 19863, 19903)                                   |
| Thụy Điển        | Nhất bảng 6                | 10 tháng 11 năm 1993    | 8 (1934, 1938, 1950, 1958, 1970, 1974, 1978, 1990)                                    |
| Bulgaria         | Nhì bảng 6                 | 17 tháng 11 năm 1993    | 5 (1962, 1966, 1970, 1974, 1986)                                                      |

1 In đậm chỉ ra đội vô địch năm đó. In nghiêng chỉ ra chủ nhà năm đó.
2 Tham dự như Tây Đức. Một đội tuyển tách rời cho Đông Đức cũng được tham dự trong vòng loại trong thời gian này, chỉ tham dự vào năm 1974.
3 Tham dự như Liên Xô.

## Cầu thủ ghi bàn hàng đầu
9 bàn
| - Florin Răducioiu |

8 bàn
| - Ian Rush |

7 bàn
| - David Platt | - Julio Salinas | - Martin Dahlin |

6 bàn
| - Peter Dubovský - Eric Cantona | - John Aldridge - Peter van Vossen | - Stéphane Chapuisat |

5 bàn
| - Andreas Herzog - Marc Wilmots - Hristo Stoichkov | - Ian Wright - Roberto Baggio - Dennis Bergkamp | - Kjetil Rekdal - Gheorghe Hagi - Adrian Knup |

4 bàn
| - Enzo Scifo - Emil Kostadinov - Andreas Sotiriou - Frank Pingel | - Paul Gascoigne - Jean-Pierre Papin - Ilie Dumitrescu - Gavril Balint | - Sergei Kiriakov - Georges Bregy - Dean Saunders |

3 bàn
| - Lyuboslav Penev - Pavel Kuka - Kim Vilfort - Les Ferdinand - Laurent Blanc - Kálmán Kovács - Steve Staunton - Ronen Harazi - Dino Baggio - Roberto Mancini | - Giuseppe Signori - Ainārs Linards - John Bosman - Ronald de Boer - Kevin Wilson - Jostein Flo - Gunnar Halle - Gøran Sørloth - Marek Leśniak - Jorge Cadete | - Ioan Lupescu - Sergei Yuran - Ally McCoist - Pat Nevin - Txiki Begiristain - Fernando Hierro - Tomas Brolin - Christophe Ohrel - Feyyaz Uçar - Hakan Şükür |

2 bàn
| - Sokol Kushta - Dietmar Kühbauer - Heimo Pfeifenberger - Anton Polster - Philippe Albert - Krasimir Balakov - Nasko Sirakov - Radoslav Látal - Václav Němeček - Marek Poštulka - Brian Laudrup - Paul Ince - Stuart Pearce - Ari Hjelm - Aki Hyryläinen - Franck Sauzée - Stratos Apostolakis - Nikos Machlas - Tasos Mitropoulos | - Lajos Détári - Arnór Guðjohnsen - Eyjólfur Sverrisson - Paul McGrath - Niall Quinn - Ronny Rosenthal - Itzik Zohar - Pierluigi Casiraghi - Stefano Eranio - Robertas Fridrikas - John de Wolf - Wim Jonk - Ronald Koeman - Rob Witschge - Jim Magilton - Jimmy Quinn - Gerry Taggart - Lars Bohinen - Jan Åge Fjørtoft | - Mini Jakobsen - Roger Nilsen - Wojciech Kowalczyk - Rui Águas - Rui Barros - Rui Costa - Paulo Futre - João Domingos Pinto - John Collins - Kevin Gallacher - José Mari Bakero - José Luis Caminero - Julen Guerrero - Míchel - Klas Ingesson - Ciriaco Sforza - Ertuğrul Sağlam - Ryan Giggs - Mark Hughes |

1 bàn
| - Edmond Abazi - Sulejman Demollari - Ilir Kepa - Altin Rraklli - Andreas Ogris - Hannes Reinmayr - Peter Stöger - Michael Zisser - Alexandre Czerniatynski - Marc Degryse - Rudi Smidts - Lorenzo Staelens - Trifon Ivanov - Yordan Letchkov - Zlatko Yankov - Yiannos Ioannou - Nikos Papavasiliou - Pambos Pittas - Panayiotis Xiourouppas - Pavel Hapal - Ivan Hašek - Miroslav Kadlec - Ľubomír Moravčík - Tomáš Skuhravý - Petr Vrabec - John Jensen - Henrik Larsen - Peter Møller - Lars Olsen - Flemming Povlsen - Mark Strudal - John Barnes - Carlton Palmer - Alan Shearer - Sergei Bragin - Uni Arge - Petri Järvinen - Jari Litmanen - Mika-Matti Paatelainen - Marko Rajamäki - Kim Suominen - David Ginola - Alain Roche - Vasilis Dimitriadis - Dimitris Saravakos - Panagiotis Sofianopoulos | - Panagiotis Tsalouchidis - László Klausz - Haraldur Ingólfsson - Hörður Magnússon - Þorvaldur Örlygsson - Tony Cascarino - Alan Kernaghan - Alan McLoughlin - Kevin Sheedy - John Sheridan - Andy Townsend - Reuven Atar - Tal Banin - Eyal Berkovic - Roberto Donadoni - Paolo Maldini - Gianluca Vialli - Pietro Vierchowod - Oļegs Aleksejenko - Virginijus Baltušnikas - Stasys Baranauskas - Arminas Narbekovas - Eimantas Poderis - Viačeslavas Sukristovas - Andrėjus Tereškinas - Stefano Fanelli - Carmel Busuttil - Martin Gregory - Kristian Laferla - Ruud Gullit - Marc Overmars - John van den Brom - Colin Clarke - Mal Donaghy - Iain Dowie - Phil Gray - Alan McDonald - Ronny Johnsen - Oyvind Leonhardsen - Erik Mykland - Dariusz Adamczuk - Marek Koźmiński - Jan Furtok - Tomasz Wałdoch - Krzysztof Warzycha - Fernando Couto | - Oceano da Cruz - António Folha - António Nogueira - José Orlando Semedo - Ovidiu Hanganu - Marius Lǎcǎtuş - Constantin Pană - Gheorghe Popescu - Aleksandr Borodiuk - Igor Dobrovolski - Andrei Kanchelskis - Igor Kolyvanov - Vasili Kulkov - Andrei Piatnitski - Dmitri Radchenko - Igor Shalimov - Davide Gualtieri - Nicola Bacciocchi - Scott Booth - Colin Hendry - Brian McClair - Billy McKinlay - Adolfo Aldana - Thomas Christiansen - Pep Guardiola - Cristóbal Parralo - Alfonso Pérez - Toni - Jan Eriksson - Stefan Landberg - Henrik Larsson - Anders Limpar - Håkan Mild - Stefan Pettersson - Pär Zetterberg - Thomas Bickel - Marc Hottiger - Kubilay Türkyilmaz - Bülent Korkmaz - Hami Mandıralı - Orhan Çıkırıkçı - Clayton Blackmore - Mark Bowen - Eric Young |

1 bàn phản lưới nhà
| - Jozef Chovanec (trong trận gặp Bỉ) | - Hlynur Birgisson (trong trận gặp Luxembourg) | - Nicola Bacciocchi (trong trận gặp Hà Lan) |